# WTA de Viña del Mar
El Torneo WTA de Viña del Mar, también llamado Cachantún Cup, fue un campeonato de tenis femenino realizado en el Centro de Tenis Las Salinas, que está en el Club Naval de Campo de Las Salinas en la ciudad de Viña del Mar, Chile. La única edición del torneo se realizó entre el 11 de febrero al 17 de febrero del 2008.
Este torneo se jugó sobre tierra batida, es un torneo categoría Tier III, tiene cuadro normal (32 principal, 32 fase de clasificación y 16 dobles) y repartió USD 200.000.

## Resultados

### Individuales
| Año  | Campeona        | Finalista        | Resultado      |
| 2008 | Flavia Pennetta | Klára Zakopalová | 6-4, 5-4, ret. |

### Dobles
| Año  | Campeonas                       | Finalistas                      | Resultado |
| 2008 | Liga Dekmeijere Alicja Rosolska | Mariya Koryttseva Julia Schruff | 7-5, 6-3  |